# 沈长卿 (宋朝)
沈长卿（?—1160年），字文伯，号审斋居士，归安（今浙江湖州）人。
高宗建炎二年（1128年）进士。历官临安府观察推官，婺州教授。绍兴十八年（1148年）通判常州，改严州。绍兴二十五年因讪谤勒停除名，化州编管。绍兴三十年卒。